# Mario Frustalupi
Mario Frustalupi (Orviteto, 1942. szeptember 12. – San Salvatore Monferrato, 1990. április 14.) olasz labdarúgó, középpályás.

## Pályafutása
1960 és 1970 között a Sampdoria labdarúgója volt. Az 1961–62-es idényben az Empoli csapatában szerepelt kölcsönben. A Sampdoriával az 1966–67-es idényban bajnok lett a másodosztályban (Serie B). 1970 és 1972 között az Internazionale együttesében játszott. Tagja volt az 1970–71-es idényben olasz bajnok és az 1971–72-es idényben BEK-döntős csapatnak. 1972 és 1975 között a Lazio játékosa volt, ahol tagja volt az 1973–74-es bajnokcsapatnak. 1975 és 1977 között a Cesena, 1977 és 1981 között a Pistoiese labdarúgója volt.

## Halála
1990. április 14-én San Salvatore Monferrato közelében az autópályán szenvedett halálos autóbalesetet, miközben Cerviniában pihenő családjához igyekezett.

## Sikerei, díjai
Sampdoria
- Olasz bajnokság – másodosztály (Serie B)
  - bajnok: 1966–67

 Internazionale
- Olasz bajnokság (Serie A)
  - bajnok: 1970–71
- Bajnokcsapatok Európa-kupája (BEK)
  - döntős: 1971–72

 Lazio
- Olasz bajnokság (Serie A)
  - bajnok: 1973–74